# Ченозеро
Ченозеро, Чернозеро — озеро на территории Сумпосадского сельского поселения Беломорского района Республики Карелии.

## Общие сведения
Площадь озера — 1 км², площадь водосборного бассейна — 20 км². Располагается на высоте 81,0 метров над уровнем моря.
Форма озера лопастная, продолговатая: вытянуто с севера на юг. Берега сильно изрезанные, каменисто-песчаные.
Из юго-восточного залива озера вытекает безымянный ручей, втекающий с левого берега в реку Цепцу, которая втекает в реку Колежму, впадающую в Онежскую губу Белого моря (Поморский берег).
В озере расположены семь безымянных островов различной площади.
К северной оконечности озера подходит лесная дорога.
Код объекта в государственном водном реестре — 02020001411102000009070.